# Akademia wampirów

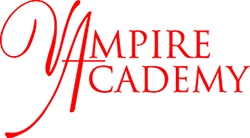
logo serii

Akademia wampirów – amerykański cykl powieści dla młodzieży Richelle Mead, składający się z sześciu tomów. Książki z serii ukazały się nakładem wydawnictwa Nasza księgarnia. Tłumaczone były przez Monikę Gajdzińską. W 2014 powstał film na podstawie pierwszej części serii pod tym samym tytułem.

## Fabuła
Rosemarie Hathaway jest pół-człowiekiem i pół-wampirzycą (dhampirzycą), której zadaniem jest ochrona dobrych wampirów – Morojów przed złymi Strzygami. Od urodzenia uczy się zasad walki w szanowanej i szczycącej się pradawną historią szkole dla wampirów i dhampirów – w Akademii Świętego Vladimira. Najlepsza przyjaciółka Rose, a zarazem ostatnia dziedziczka rodu – Vasylissa Lissa Dragomir przeżyła śmierć rodziców i starszego brata (w wypadku samochodowym), a teraz grozi jej śmiertelne niebezpieczeństwo. Na dodatek dziewczyny poznają wybitnego nauczyciela walki Dimitri Bielikova, który jest w połowie wampirem.

## Książki w serii
| Numer w serii | Polski tytuł         | Oryginalny tytuł | Oryginalny nr ISBN     | Polski nr ISBN         | Data oryginalnego wydania | Długość    | Komentarz                            |
| ------------- | -------------------- | ---------------- | ---------------------- | ---------------------- | ------------------------- | ---------- | ------------------------------------ |
| 0,5           | brak                 | Kisses from Hell | ISBN 978-0-06-195696-6 | brak                   | 24 sierpnia 2010          | 262 strony | dodatek; opowiadania różnych autorów |
| 1             | Akademia Wampirów    | Vampire Academy  | ISBN 978-1-59514-174-3 | ISBN 978-83-10-12731-0 | 2 stycznia 2007           | 332 strony |                                      |
| 1,5           | brak                 | The Meeting      | brak                   | brak                   | 27 lipca 2013             | 3 strony   | dodatek                              |
| 2             | W szponach mrozu     | Frostbite        | ISBN 978-1-59514-175-0 | ISBN 978-83-10-11737-3 | 10 kwietnia 2008          | 327 stron  |                                      |
| 3             | Pocałunek cienia     | Shadow Kiss      | ISBN 978-1-59514-197-2 | ISBN 978-83-10-11738-0 | 3 stycznia 2008           | 443 strony |                                      |
| 4             | Przysięga krwi       | Blood Promise    | ISBN 978-1-59514-198-9 | ISBN 978-83-10-11949-0 | 5 sierpnia 2009           | 503 strony |                                      |
| 5             | W mocy ducha         | Spirit Bound     | ISBN 978-1-59514-250-4 | ISBN 978-83-10-11950-6 | 10 maja 2010              | 489 stron  |                                      |
| 6             | Ostatnie poświęcenie | Last Sacrifice   | ISBN 978-1-59514-306-8 | ISBN 978-83-10-12106-6 | 7 grudnia 2010            | 594 strony |                                      |
| 6,5           | brak                 | Homecoming       | brak                   | brak                   | 2012                      | 24 strony  | dodatek                              |